# Jüdische Gemeinde Freckenhorst
Die Jüdische Gemeinde Freckenhorst bestand seit dem 18. Jahrhundert und ging später in der Jüdischen Gemeinde Warendorf auf.

## Geschichte
Im 18. Jahrhundert lebten rund vier jüdische Familien in Freckenhorst. Seit 1770 bestand im Wohnhaus des Meyer Philipp ein eigener Betsaal. 1823 waren 39, 1842 25 Juden im Ort ansässig. Es wird vermutet, dass im Haus an der Hauptstraße sogar eine Mikwe vorhanden war. 1838 endete die Zeit des eigenen Freckenhorster Betsaales, als die Witwe des Hausbesitzers der jüdischen Gemeinde die Räumlichkeiten nicht länger zur Verfügung stellen wollte. 
1847 wurde eine Diskussion um die Errichtung einer eigenen Synagoge geführt, deren Alternative die endgültige Eingemeindung zur jüdischen Gemeinde Warendorf war, deren Synagoge seit 1838 ohnehin von den Freckenhorster Juden besucht wurde. Aus Kostengründen ließ man den Plan fallen. 1876 bestand allerdings wieder ein eigener Betsaal in Freckenhorst, der spätestens bis zum Anfang des 20. Jahrhunderts aufgegeben wurde. 
In den 1920er und 1930er Jahren lebten noch rund sieben jüdische Familien im Dorf, von denen die meisten während des Holocausts im KZ Stutthof den Tod fanden.